# St. Anton im Montafon
St. Anton im Montafon ist eine Gemeinde in Österreich in Vorarlberg im Bezirk Bludenz mit 717 Einwohnern (Stand 1. Jänner 2024) und ein Dorf.

## Geografie
St. Anton im Montafon liegt am Eingang des Montafoner Tales, das zwischen dem Rhätikonmassiv und dem Davennastock (Verwallgruppe) eingebettet ist. Die Grenze im Westen bildet die Ill, die in einer Meereshöhe von 620 Meter fließt. Nach Nordosten steigt das Land zum Davenna auf 1881 Meter an.
Die Gemeinde hat eine Fläche von 3,42 Quadratkilometer. Davon sind 13 Prozent landwirtschaftliche Nutzfläche, 54 Prozent sind bewaldet und 25 Prozent alpines Gebiet.

### Gemeindegliederung
Es existiert nur die Katastralgemeinde St. Anton.

### Nachbargemeinden
| Lorüns  |                                             | Bludenz        |
|         | Kompassrose, die auf Nachbargemeinden zeigt |                |
| Vandans |                                             | Bartholomäberg |

## Geschichte

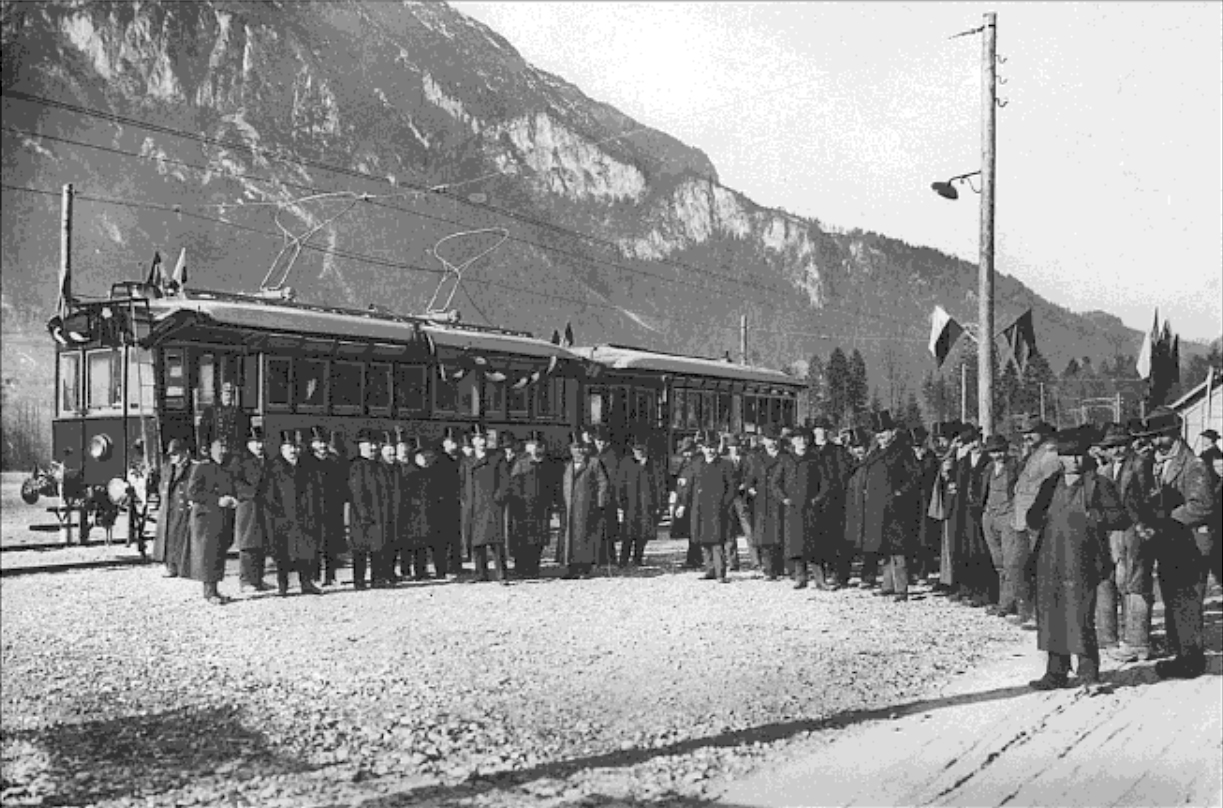
Geschmückte Zuggarnitur zur Eröffnung des Bahnhofs 1905

Die 1902 für den Gipsabbau errichtete „Bremsbergbahn“

Der Ort wurde zur Zeit des Erzbergbaues am Kristberg und in Bartholomäberg gegründet und 1412 erstmals erwähnt.
St. Anton hatte bereits 1419 seine Kapelle und einen Kaplan. Die Kapelle soll von einem „Edlen von Zalans“ bereits im Jahr 1376 erbaut worden sein.
Vom Heiligen Antonius der Große (auch Antonius der Einsiedler) hat das Dörflein, das einmal „Prazalanz“ geheißen hatte, seinen Namen.
Der Ort gehörte lange zu Bludenz, bis er 1776 selbständige Gemeinde wurde. St. Anton wurde wie alle Orte in Vorarlberg von den Habsburgern wechselnd von Tirol und Vorderösterreich (Freiburg im Breisgau) aus regiert.
Von 1805 bis 1814 gehörte der Ort zu Bayern, dann wieder zu Österreich. Zum österreichischen Bundesland Vorarlberg gehört St. Anton im Montafon seit der Gründung 1861.
Seit 1905 ist St. Anton an die damals in Betrieb genommene Linie der Montafonerbahn angeschlossen.
Im Juni 1910 wurde der Ort von einem verheerenden Jahrhunderthochwasser heimgesucht – es kamen starke Regenfälle und die verspätete Schneeschmelze zusammen. Es ist dabei auch mehr als die Hälfte der Bahnlinie im Montafon zerstört worden und es musste zwischen Juli 1910 und September 1911 ein Schienenersatzverkehr mit Pferdefuhrwerken zwischen Lorüns und St. Anton eingerichtet werden.
Der Ort war 1945 bis 1955 Teil der französischen Besatzungszone in Österreich. 1947 wurde die Gemeindezusammenlegung mit Vandans, die seit 1943 bestand, wieder aufgehoben.
Bis ins 20. Jahrhundert wurde in St. Anton Gips abgebaut. Die ersten Hinweise darauf stammen bereits aus dem frühen 18. Jahrhundert. Die Errichtung einer Bremsbergbahn erleichterte den Gipstransport – musste bis dahin doch das Gipsgestein mit Pferdefuhrwerken zur Verarbeitungsstätte im Tal gebracht werden. 1950 wurden die Schmalspurgleise durch eine Materialseilbahn ersetzt. Der Abbau musste 1977 eingestellt werden, da keine weitere Konzession für den Abbau mehr erteilt wurde.

### Bevölkerungsentwicklung
Der Ausländeranteil lag Ende 2002 bei 9,7 Prozent.
Von 1981 bis 1991 waren sowohl Geburtenbilanz als auch Wanderungsbilanz positiv. Danach nahmen die Abwanderungen zu, konnten jedoch bis 2011 durch die Geburtenrate ausgeglichen werden.

## Kultur und Sehenswürdigkeiten

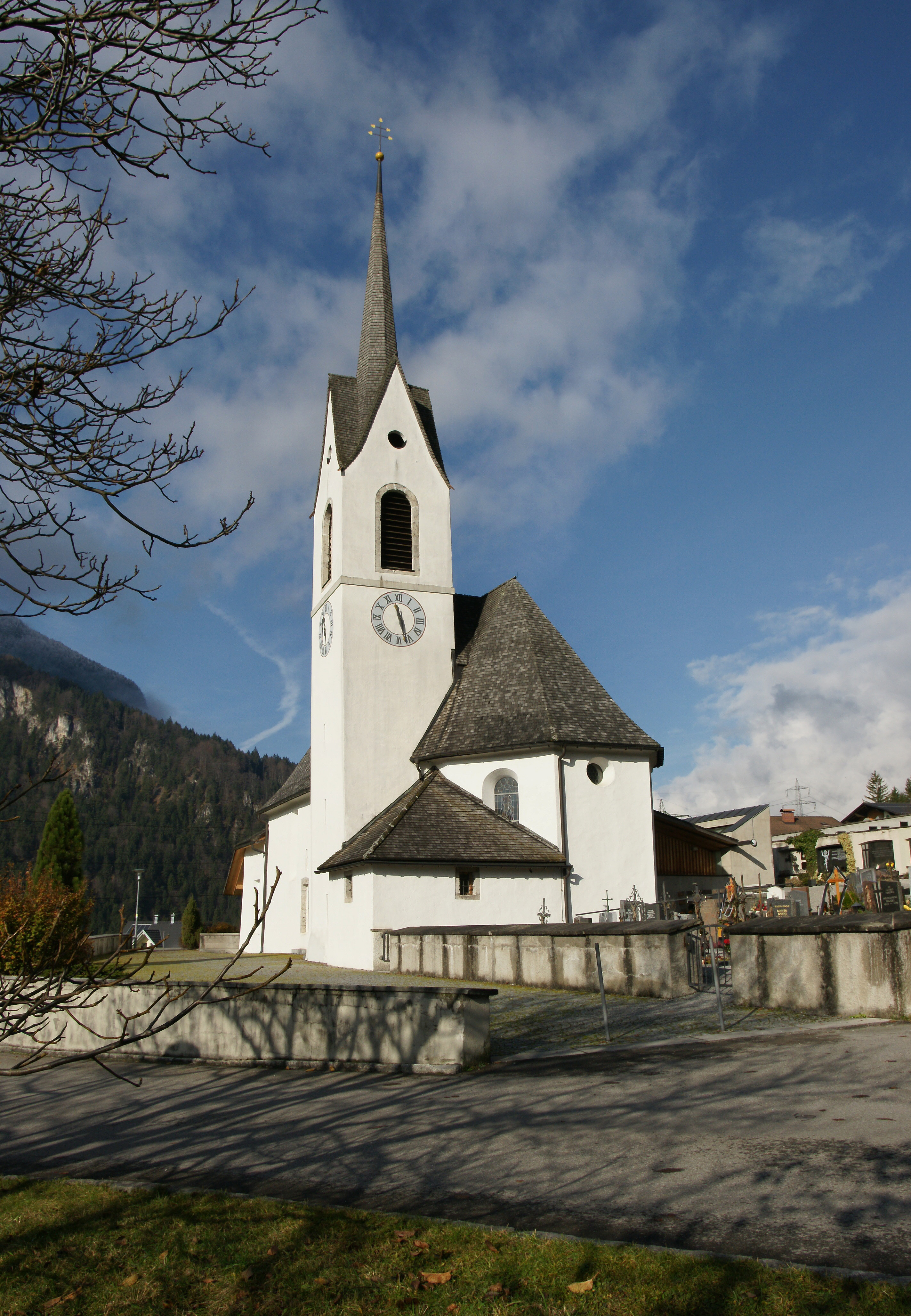
Pfarrkirche St. Anton im Montafon

- Katholische Pfarrkirche St. Anton im Montafon Hl. Antonius der Einsiedler

Die Barockkirche wurde 1647 erbaut und 1651 geweiht. 1792, unter Landammann Johann Josef Batlogg, wurde sie nochmals erweitert. Antonius der Große (St. Anton), der Einsiedler, ist Patron der Kirche. In dieser vorwiegend barocken Kirche mit später dazu gekommenen Nazarenerwerken trägt der Hochaltar ein Gemälde des Schweizer Malers Melchior Paul von Deschwanden. 1989/90 wurde die Kirche nordseitig modern erweitert.
- Wasserfall am Gravesertobel mit etwa 30 Meter Fallhöhe
- Holzbrücke mit doppeltem Hängewerk über die Ill, 1912 errichtet.

## Wirtschaft und Infrastruktur
Am Ort gab es im Jahr 2003 sieben Betriebe der gewerblichen Wirtschaft mit 61 Beschäftigten und 12 Lehrlingen. Lohnsteuerpflichtige Erwerbstätige gab es 207. Tourismus und Fremdenverkehr sind wichtig. Im Tourismusjahr 2001/2002 gab es insgesamt 18.848 Übernachtungen.

### Verkehr
St. Anton ist mit einer Haltestelle der Montafonerbahn an das Eisenbahnnetz angeschlossen.

### Bildung
Im Schuljahr 2021/22 wurden an der Volksschule St. Anton im Montafon in zwei Klassen 31 Schülerinnen und Schüler aufgenommen. Damit galt die Volksschule knapp nicht als Kleinstschule nach der Definition des Landes Vorarlberg (bis zu 25 Schülerinnen und Schüler). Im Kindergarten der Gemeinde St. Anton im Montafon wurden im Kindergartenjahr 2022/23 von 4 Kindergartenpädagoginnen 19 Kinder betreut.

## Politik

### Gemeindevertretung
In Vorarlberg wählen die Bürger alle fünf Jahre die Mitglieder der Gemeindevertretung durch Ankreuzen eines Listen-Wahlvorschlages bzw. durch Mehrheitswahl wenn kein Listenvorschlag vorliegt. Weiters den Bürgermeister durch Ankreuzen eines Wahlvorschlages.
Die Gemeindevertretung wählt in der konstituierenden Sitzung aus ihrer Mitte – sofern keine Wahl durch die Bürger zustande kam – gemäß § 61 Gemeindegesetz einen Bürgermeister und dann einen mindestens dreiköpfigen Gemeindevorstand. Die Zahl dieser „Gemeinderäte“ darf aber gemäß § 55 den vierten Teil der Zahl der Gemeindevertreter nicht übersteigen.
Der Bürgermeister führt den Vorsitz bei den generell öffentlichen Sitzungen der Gemeindevertretung, in denen kommunale Belange besprochen und Beschlüsse gefasst werden. Beobachter haben kein Mitspracherecht und kein Stimmrecht. Die Gemeindevertretung kann nach Bedarf Ausschüsse bestellen. Sitzungen des Gemeindevorstandes und der Ausschüsse sind nicht öffentlich.

#### Sitzverteilung nach den Wahlen
- Gemeindevertretungswahlen 1985: ÖVP 11, SPÖ 1.[9]
- Gemeindevertretungswahlen 1990: ÖVP 12.[10]
- Gemeindevertretungswahlen 1995: St. Antöner VP und freie Kandidaten 12.[11]
- Gemeindevertretungswahlen 2000: St. Antöner VP und freie Kandidaten 10, Freiheitliche 2.[12]
- Gemeindevertretungswahlen 2005: St Antöner Volkspartei 11, FPÖ 1.[13]
- Gemeindevertretungswahlen 2010: St. Antöner Volkspartei und freie Kandidaten 12.[14]
- Gemeindevertretungswahlen 2015: St. Antöner Volkspartei und freie Kandidaten 12.[15]
- Gemeindevertretungswahlen 2020: Gemeinsam für St. Anton 7, St. Antöner Volkspartei und freie Kandidaten 5.[16]
- Gemeindevertretungswahlen 2025: Gemeinsam für St. Anton 12.[17][18]

### Bürgermeister
- 1945–1947 Josef Pfeifer[19]
- 1947–1981 Ignaz Battlogg (ÖVP)[19]
- 1981–1997 Siegmund Stemer (ÖVP)[19]
- 1997–2015 Rudolf Lerch[19][20]
- 2015–2020 Raimund Schuler[21]
- seit 2020 Helmut Pechhacker[18]

### Wappen
Das Wappen wurde gestaltet von Konrad Honold. Es stellt eine Kirche und die beiden gekreuzten päpstlichen Schlüssel dar und wird von einem auf den Kopf gestellten Dreiberg gekrönt. Dieser nimmt Bezug auf die Überlieferung des Bergsturzes, der die sagenhafte Ortschaft Prazalanz verschüttet haben soll.

## Persönlichkeiten

### Ehrenbürger der Gemeinde
- Martin Thurnher (1844–1922), Lehrer und Politiker (CSP)

### Söhne und Töchter der Gemeinde
- Ignaz Battlogg (1925–1981), Bürgermeister und Landtagsabgeordneter

### Mit der Gemeinde verbundene Persönlichkeiten
- Siegmund Stemer (* 1951), Bürgermeister von 1981 bis 1997, ehemaliger Landtagsabgeordneter und Landesrat
- Herbert Willi (* 1956), Komponist